# Проксемика
Проксемиката е изследването на пространствено-териториално значение на общуването, използването на пространството от човека и ефектите, които гъстотата на населението оказват върху човешкото поведение, общуване и социално взаимодействие. Проксемиката е едно от няколкото направления на невербалната комуникация, наред с хаптика, кинестика, паралингвистика, хронемика и други.
Терминът „проксемика“ е въведен от културния антрополог Едуард Т. Хол (Edward T. Hall) през 1963 година, като „взаимосвързаните наблюдения и теории за използването от хората на пространството като специализирана проява на култура“. В основополагащия му труд за проксемиката, „Скритото измерение“, Хол набляга на въздействието на проксемичното поведение (употребата на пространството) при междуличностната комуникация. Според Хол, изследването на проксемиката е ценно за оценяването не само на начина, по който хората взаимодействат с други хора в ежедневието си, но също и заради „организацията на пространството в [техните] домове и сгради и – в крайна сметка – изгледът на [техните] градове“. Проксемиката остава скрит компонент на междуличностната комуникация, който се разкрива с наблюдения и силно се влияе от културната среда.

### Междуличностно пространство
Хол описва междуличностните пространства (относителните пространства между хората), разделяйки ги в четири зони (концентрични кръгови зони около физическото пространство, заемано от човека): интимно пространство, лично пространство, социално пространство и публично пространство.

#### Хоризонтално пространство
- Интимно пространство за прегръдки, докосване, шептене
  - Близък периметър – по-малко от 15 cm
  - Далечен периметър – между 15 и 46 cm
- Лично пространство за взаимодействия между приятели или членове на семейството
  - Близък периметър – между 46 и 76 cm
  - Далечен периметър – между 76 и 122 cm
- Социално пространство за взаимодействия между познати
  - Близък периметър – между 1.2 и 2.1 m
  - Далечен периметър – между 2.1 и 3.7 m
- Публично пространство за публични речи
  - Близък периметър – между 3.7 и 7.6 m
  - Далечен периметър – повече от 7.6 m

Разстоянието, което заобикаля даден човек, формира пространство. Личното пространство е регионът, заобикалящ човек, който той смята за психологически негов. Повечето хора ценят своето лично пространство и чувстват дискомфорт или тревожност, когато личното им пространство бъде нарушено. Допускането на някого да навлезе в нечие лично пространство и самото навлизане са показателни за връзката между тези двама души. Интимното пространство е запазено за близки приятели, любовници, деца и близки членове на семейството. Втората зона, тази на личното пространство, е запазена за разговори с приятели, колеги и групови дискусии. По-далечната трета зона (социално пространство) е запазена за непознати, новосформирани групи и нови познанства. Четвъртата зона (публично пространство) е запазена за мероприятия с по-голяма аудитория като публични речи, лекции, театрални постановки и др.
Навлизането в личното пространство на някого обикновено се смята за признак на близост, а понякога – и на интимност. В съвременните общества обаче, и по-специално в пренаселените градски общности – е трудно да се поддържа лично пространство, например в претъпкан влак, асансьор или на улицата. За много хора тази физическа близост е психологически притеснителна и некомфортна, въпреки че се приема като даденост на модерния живот. В такива ситуации, в които отстъства личния елемент, тенденцията е да се ограничава зрителният контакт. В тълпата е важно да се опази личното пространство и навлизането в интимното пространство или действия с откровено сексуален характер са неприемливи форми на физически контакт.
Изследванията свързват амигдалата с емоционалните реакции, предизвикани от близостта с други хора. Предполага се, че в амигдалата на човека се обработват силните реакции спрямо нарушаването на неприкосновеността на личното пространство, тъй като при хора, които страдат от нарушения на амигдалата, липсват реакции при прекомерна физическа близост.
Своето околно лично пространство човек носи навсякъде със себе си и то представлява „най-неприкосновената форма на територия. Разположението на тялото в пространството и позата, според Хол, са несъзнателните реакции на сетивните флуктуации или промени, например леките промени в звука и тона на гласа на човек. Сациалното пространство между хората достоверно корелира с физическото разстояние, както и интимното корелира с личното съгласно ориентировъчните разстояния. С тези измерени разстояния Хол не е поставил строги ограничения, които с точност се транслират до определени човешки поведения, но по-скоро е дефинирал система за определяне на ефекта от разстоянието върху комуникацията и как варира този ефект между отделните култури и други фактори на средата.

#### Вертикално пространство
Съществува и вертикално пространство, което има значение в комуникацията между хората. В този случай разстоянието по вертикал (във височините), често се разбира като начин да се предаде степен на надмощие или подчинение във връзката. Гледането нагоре или надолу към друг човек буквално може да се възприема в много случаи в смисъл, че гледащият от по-високо човек налага по-високия си социален статус, например в отношения между учител и ученик.